# Chimarra danaokana
Chimarra danaokana är en nattsländeart som beskrevs av Wolfram Mey 1998. Chimarra danaokana ingår i släktet Chimarra och familjen stengömmenattsländor. Inga underarter finns listade i Catalogue of Life.